# 迪庫萊什蒂鄉
44°37′06″N 23°59′25″E / 44.6184°N 23.9904°E
迪庫萊什蒂鄉（羅馬尼亞語：Comuna Diculești, Vâlcea），是羅馬尼亞的鄉份，位於該國西南部，由沃爾恰縣負責管轄，處於布加勒斯特以西170公里，每年平均降雨量1,040毫米，海拔高度225米，2002年人口2,105。